# Liste des parcs d'État de l'Alabama

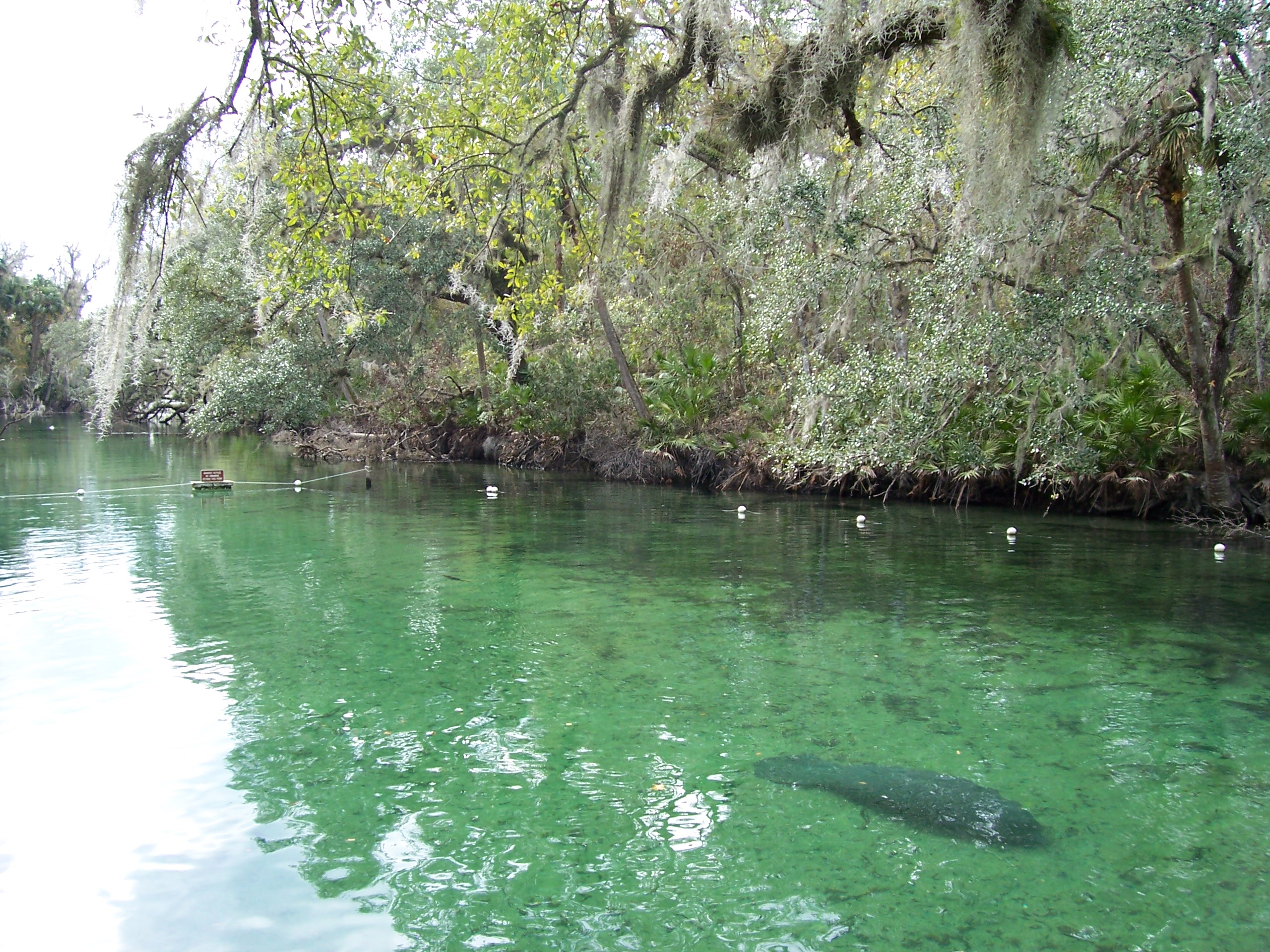
Lamantins à Blue Springs

Liste des parcs d'État de l'Alabama aux États-Unis d'Amérique par ordre alphabétique. Ils sont gérés par l'Alabama Department of Conservation and Natural Resources.
- Bladon Springs
- Blue Springs
- Buck's Pocket
- Cathedral Caverns
- Chattahoochee
- Cheaha
- Chewacla
- Chickasaw
- Desoto
- Florala
- Frank Jackson
- Gulf
- Joe Wheeler
- Lake Guntersville
- Lake Lurleen
- Lakepoint
- Meaher
- Monte Sano
- Oak Mountain
- Paul M. Grist
- Rickwood Caverns
- Roland Cooper
- Wind Creek